# Bon da Malamocco
Bon da Malamocco (Metamauco) fu un personaggio leggendario veneziano.

## Tribuno della repubblica di Venezia
Nominato tribuno dal decimo doge di Venezia Angelo Partecipazio dopo la guerra dell'810 contro il franco Pipino re d'Italia, era uso farsi portavoce delle istanze della plebe come garante della giustizia sociale. La casa di Buono era come da tradizione aperta sia di giorno che di notte in modo da accogliere ogni eventuale denuncia.
Per la gioia di sua moglie Maddalena e dei loro tre figli, quando Buono non era per mare, era uso prendere molto sul serio il suo impegno e rimaneva seduto su una semplice panca per ore ad ascoltare i suoi concittadini.
Buono da Malamocco era, insieme all'allora tribuno Angelo Partecipazio e ad Andrea il torcellese detto "Rustico", su una delle galee veneziane che affrontarono vittoriose, in una coraggiosa e disperata battaglia poco lungi dalle isole realtine, le navi di Pipino il Breve che entrano nell'810 in laguna con una flotta proveniente dalla vicina Ravenna.
Era poi rimasto nel mondo marinaro, armando una nave, la San Nicola, e viaggiandoci come capitano, scortando i mercanti veneziani per tutto il Mediterraneo, soprattutto verso le rotte orientali di Alessandria d'Egitto e di Costantinopoli.
Era conosciuto da tutti come l'unico veneziano così esperto da saper navigare in inverno con il mare grosso e senza le stelle.
A bordo della San Nicola tenne con sé un suo compagno d'armi, un ex carpentiere, divenuto abile mercante: Andrea "Rustico" di Torcello, che dall'822 diviene anche suo socio, nonché primo ufficiale della San Nicola, ed un ebreo, un vecchio medico che combatté al fianco di entrambi contro i francesi, Elihu ben Mosche.

## Traslazione del corpo di san Marco
Nel novembre 827, su ordine del nuovo doge Giustiniano Partecipazio, contravvennero ai decreti dell'imperatore bizantino Leone V l'Armeno e confermati dallo stesso Giustiniano, che proibiva il commercio con gli arabi, e si allontanarono dalla flotta di 10 navi con cui erano partiti i primi giorni di dicembre 827 da Venezia. Attraccarono quindi nel porto di Alessandria d'Egitto con lo scopo di impadronirsi delle reliquie di san Marco l'Evangelista. Buono e Rustico riuscirono a sottrarre le spoglie del santo agli arabi con l'aiuto di un sacerdote.
Nascosero le ossa del santo dentro una cassa colma di quarti di maiale e cavolfiori. Quando la cassa fu sottoposta al controllo doganale, i funzionari musulmani esclamarono: "Kinzir - Kinzir" ("maiale, maiale"), evitando il contatto con un animale impuro. Sfuggirono così ai funzionari musulmani e, scampati ad una tempesta nel Mediterraneo, arrivarono a Venezia accolti da una folla festante, il 31 di gennaio dell'828.
Il doge Giustiniano ricompensò Buono e Rustico con 100 libbre d'argento con le quali i due eroi, secondo la tradizione, finanziarono la costruzione dell'oratorio dell'antica chiesa di San Marco a Torcello.
La tradizione ricorda così l'equipaggio della San Nicola:
- Buono da Malamocco (capitano)
- Andrea da Torcello, "Rustico" (primo ufficiale)
- Pietro, (secondo ufficiale)
- Giacomo (marinaio)
- Emilio (marinaio)
- Giuseppe Baseio "Giusto" (legato dogale)
- Brutus, "Brutto" (militare)
- Hubert di Gascoyne "Franco" (militare)
- Elihu ben Mosche (medico di bordo)
- Rebekah ben Moische (assistente del medico di bordo)
- Nikos (marinaio)
- Medes (marinaio)

Alcune cronache riportano patrono delle navi Antonio Barozzi.